# ASICS
ASICS és una empresa de material i roba esportiva japonesa fundada el 1949 al municipi japonès de Kobe per Kihachiro Onitsuka sota el nom "Onitsuka Tiger". L'empresa té unes vendes aproximades d'1,6 milers de milions d'euros i dona feina a 5200 persones, distribuïdes entre les 14 seus al Japó i les 9 filials internacionals. L'empresa és el 2010 la cinquena marca de calçat esportiu del món. El centre d'R + D es troba a la seu central a Kobe, d'on surten totes les innovacions tècniques de la marca.

## Història
La primera sabata que va desenvolupar Onitsuka el 1949 va ser una sabatilla de bàsquet. La marca, gràcies a la seva reputació entre els atletes corredors, ha crescut de manera constant des dels seus inicis. El 1977 l'empresa es va fusionar juntament amb altres dos competidors per resultar en el nom actual, que és l'acrònim del llatí: "Anima Sana In Corpore Sano" (ASICS) ("Ment sana en un cos sa"), derivat de la dita del poeta romà Juvenal: "Orandum est ut sit mens sana in corpore sano" (Satiren X, 356) que significa "s'hauria de pregar per tenir una ment sana en un cos sa".
ASICS, a més de calçat esportiu per a córrer, esports interiors, caminada, tennis, fitness i futbol, també fabrica roba esportiva i sabates per a nens.

## Cronologia recent
A principis del 2016 Asics formalitzava la compra de l'app RunKeeper i va confirmar que instal·laria a Boston (EUA) la seu de la seva divisió digital. Al novembre, crea la filial Asics Ventures, amb seu a Boston i un capital inicial de 3.000 milions de iens (25 milions d'euros) per invertir en empreses emergents centrades en l'esport i relacionades amb la tecnologia i la sostenibilitat. El 2018 va decidir triar Barcelona com a seu per posar en marxa els seus projectes d'innovació a Europa, Àfrica i l'Orient Mitjà, a manera del centre que Asics ja té a Boston.